# Jagdgeschwader 334
Jagdgeschwader 334 (dobesedno slovensko: Lovski polk 334; kratica JG 334) je bil lovski letalski polk (Geschwader) v sestavi nemške Luftwaffe.

## Organizacija
- štab
- I. skupina
- II. skupina

## Vodstvo polka
Poveljniki polka (Geschwaderkommodore)
- Polkovnik Bruno Loerzer: 15. marec 1937
- Podpolkovnik Werner Junck: 1. april 1938